# Museum of Childhood (Édimbourg)
Le Musée de l'enfance d'Édimbourg (Écosse) est un musée situé sur le Royal Mile et qui abrite une collection de jouets pour enfants. Ce musée est le premier spécialisé dans l'histoire de l'enfance.

## Histoire
Patrick Murray (1908-1981), conseiller municipal d'Édimbourg et collectionneur passionné de jouets et de souvenirs d'enfance, est à l'origine de la collection qui s'étend du XVIIIe au XXIe siècle. Le musée a ouvert ses portes en 1955 mais a déménagé dès 1957 dans la salle de l'ancienne salle de l'Armée du salut, actuellement sur Royal Mile à Édimbourg.
En 1986, des propriétés voisines ont été utilisées afin d'agrandir l'exposition. Dans cette exposition, nous y trouvons notamment un ours en peluche apporté au Royaume-Uni par un enfant lors du Kindertransport, une maison de poupée avec des systèmes d'éclairage et de plomberie fonctionnels, une Poupée Queen Anne de 1740 ou encore une des boîtes pour bébés que le gouvernement écossais offre à tous les nouveaux parents en Écosse.

## Aujourd'hui
Le musée a été rénové en 2017. De nouvelles vitrines et de nouveaux éclairages ont notamment été placé dans l'exposition. 
Une nouvelle galerie de photos numériques a également été créée lors de la rénovation du musée. Celle-ci permet de découvrir l'évolution de la façon dont les enfants ont grandi au cours du XXe siècle.
En 2017, on estime que le nombre de visiteurs par an est de 225 000 et que la collection comptait environ 60 000 objets.
Aujourd'hui, le conseil municipal d'Édimbourg gère le musée dont l'entrée est gratuite. Ce musée comporte plusieurs espaces interactifs où les jeunes visiteurs peuvent jouer.